# Nanaimo
Nanaimo er med et indbyggertal på ca. 99.863 (2021) den næststørste by på Vancouver Island i provinsen Britisk Columbia, Canada. Byen er en typisk havneby, kaldes også "The Harbour City", og ligger på den østlige del af Vancouver Islands nordøstkyst.
Der er færgeforbindelse til Vancouver og en lang række mindre øer i farvandet Georgia Strait mellem Vancouver Island og fastlandet.
Nanaimo er opkaldt efter Snuneymuxw-folket. Den berømte Nanaimo-bar, som er en traditionel canadisk dessert, stammer fra denne by.